# Бовоазен (Дром)
Бовоазен (фр. Beauvoisin) насеље је и општина у источној Француској у региону Рона-Алпи, у департману Дром која припада префектури Нион.
По подацима из 2011. године у општини је живело 169 становника, а густина насељености је износила 18,99 становника/km². Општина се простире на површини од 8,90 km². Налази се на средњој надморској висини од 634 метара (максималној 1.034 m, а минималној 409 m).

## Демографија
| 1962. | 1968. | 1975. | 1982. | 1990. | 1999. | 2011. |
| ----- | ----- | ----- | ----- | ----- | ----- | ----- |
| 56    | 60    | 63    | 63    | 71    | 93    | 169   |

График промене броја становника у току последњих година